# Hugues-François Dubuisson de Christot
Pour les articles homonymes, voir Dubuisson.
Hugues-François Dubuisson de Christot (né le 27 avril 1803 et mort le 5 avril 1887) est un architecte français. Il a vécu et travaillé à Lyon au XIXe siècle.

## Biographie et travaux
Il est né le 27 avril 1803 (7 floréal an XI) à Vaulx-en-Velin, fils de Jean François Dubuisson de Christot et de Claudine Montagnon. Son père (né le 27 avril 1780 et mort le 8 avril 1834) est lui aussi architecte des Hospices civils de Lyon.
En 1834, il devient architecte en chef des Hospices civils de Lyon. Il occupe ce poste jusqu’en 1870.
En 1835, il restaure le pont d'Ainay qui avait été construit par Latombe en 1818
En 1838, il achève la grande façade de l'Hôtel-Dieu donnant sur le Rhône. Il construit les bâtiments de l'École de médecine, rue de la Barre.
En 1839-1840, il dresse les plans et dirige la construction du passage de l'Hôtel-Dieu avec son collègue et associé Alphonse-Constance Duboys.
En 1855 à 1861, il réalise les plans et dirige la construction de l'hôpital de la Croix-Rousse, commencé en novembre 1855 et inauguré le 7 décembre 1861.
Il dessine les plans de l'église Saint-Bernard, avec Tony Desjardins.
En 1860, il reconstruit l'hôtel du Parc, no 23 rue d'Algérie.
En 1869, il construit l'hospice d'aliénés du Perron à Pierre-Bénite (qui deviendra l'hôpital Jules Courmont, puis le Centre hospitalier Lyon Sud).
Il est mort le 5 avril 1887 à Lyon, dans le 2e arrondissement, à l'âge de 84 ans.